# Proville
Proville é uma comuna francesa na região administrativa de Altos da França, no departamento do Norte. Estende-se por uma área de 6.31 km². Em 2010 a comuna tinha 3 225 habitantes (densidade: 511,1 hab./km²).